# Taxithelium falcifolium
Taxithelium falcifolium är en bladmossart som beskrevs av Edwin Bunting Bartram 1933. Taxithelium falcifolium ingår i släktet Taxithelium och familjen Sematophyllaceae. Inga underarter finns listade i Catalogue of Life.